# Florence Balcombe
Florence Balcombe (17 de julio de 1858-25 de mayo de 1937) fue esposa y administradora del legado literario de Bram Stoker, con quien se casó en Dublín, en 1878. Se le recuerda principalmente como la responsable de haber destruido, en defensa de los derechos de autor de su esposo, la mayoría de las copias de la película de terror Nosferatu (1922), que se basa, sin atribuir su argumento ni haber solicitado el permiso correspondiente, en la novela de Stoker, Drácula.[cita requerida]

## Biografía
Hija del teniente coronel James Balcombe, regimiento 1 Marino Crescent, Clontarf, y de su esposa Phillippa Anne Marshall, Florence Balcombe era reconocida por su belleza, e incluso la pretendió Oscar Wilde. Bram Stoker había conocido a Wilde durante sus días de estudiante, al proponer su candidatura como miembro de la Philosophical Society de la universidad cuando era presidente. Inicialmente, Wilde se sintió ofendido por la decisión de Florence, pero Stoker más tarde reanudó la amistad y, tras la caída en desgracia de Wilde, llegó a visitarlo en el continente.
La familia Stoker se trasladó a Londres, donde Bram Stoker se convirtió en director teatral y comercial del Lyceum Theatre de Henry Irving en Londres, cargo que desempeñó durante veintisiete años. El 31 de diciembre de 1879, nació el único hijo de Bram y Florence, que bautizaron como Irving Noel Thornley Stoker.
Principalmente recordada como la responsable de la destrucción de la mayoría de las copias de la película de terror Nosferatu (1922), que se basa, sin atribuir su argumento o haber solicitado el permiso de novela de Stoker, en Drácula, Balcombe no tuvo conocimiento de la existencia del "Nosferatu, de Friedrich Wilhelm Murnau, hasta que recibió una carta anónima de Berlín. El documento incluía el programa de un evento cinematográfico de 1922, con acompañamiento orquestal completo, que había tenido lugar en el jardín de mármol del jardín zoológico de Berlín. La película alemana aparecía descrita en el folleto como "una adaptación libre de la obra Bram Stoker, Drácula". El guionista de Nosferatu, Henrik Galeen, había cambiado los nombres de los personajes principales y había modificado libremente ciertos puntos principales de la obra; sin embargo, el parecido con la novela de Stoker es inequívoco.[cita requerida]
Balcombe se encontraba en una pésima situación financiera y, como albacea literario de Stoker, no había dado permiso para la adaptación, ni había recibido pago alguno por la misma. Furiosa, respondió a esta violación de los derechos de autor rápidamente y sin concesiones: no solo reclamó la compensación económica que creyó que era adecuada, sino que exigió que se destruyeran inmediatamente los negativos y todas las copias de la película (que ella nunca llegaría a ver).[cita requerida]
Balcombe presentó una demanda en la que estuvo representada por los abogados de la British Incorporated Society of Authors. Llevaría un tiempo para que se tomara una resolución respecto a la demanda e incluso, en un momento dado, la productora alemana Prana-Film se declaró en bancarrota, para evitar pagar la adaptación. Finalmente, ganó el caso. La decisión definitiva, de julio de 1925, declaraba que debían entregársele tanto los negativos como todas las copias de la película, con el fin de ser destruidos.[cita requerida]
Pese a esta decisión, poco a poco comenzaron a resurgir copias de la película a fines de 1920, y las primeras proyecciones estadounidenses se llevaron en Nueva York y Detroit durante 1929.
Balcombe otorgó los derechos para una adaptación teatral de Drácula a Hamilton Deane, que había sido su vecino en Dublín. La obra se estrenó en Derby en 1924. En 1927, Horace Liveright compró a Florence los derechos teatrales para Estados Unidos y contrató a John L. Balderston para adaptar la obra a los escenarios de Nueva York. La adaptación estuvo durante un año en cartel en Broadway y se reprensentó dos años más en una gira, rompiendo todos los récords anteriores de cualquier gira teatral en los Estados Unidos. Sin embargo, Liveright nunca llegó a pagar a Florence por todos los derechos de la representación, ya que moriría poco después.
Florence Balcombe sobrevivió veinticinco años a su marido y murió en 1937, a la edad de setenta y ocho años. Fue incinerada en el Crematorio de Golders Green y sus cenizas esparcidas en ese lugar.